# NK Sloga Tursinovac
Nogometni klub "Sloga Tursinovac" (NK Sloga; FK Sloga; Sloga Tursinovac; Sloga) je bio nogometni klub iz mjesne zajednice Tursinovac, koja pripada naselju Tišina, koje je Daytonskim sporazumom podijeljena između općine Bosanski Šamac, Republika Srpska te općine Domaljevac-Šamac, Županija Posavska, Federacija BiH u Bosni i Hercegovini.

## O klubu
Klub je osnovan 1960.-ih godina. U početku se natjecao u "Općinskoj ligi Bosanski Šamac", a sredinom 1970.-ih se plasira u "Posavsku ligu", iz koje ispada zbog reorganizacije natjecanja u "Općinsku ligu Bosanski Šamac" do sezone 1985./86., kada se ponovno plasira u "Posavsku ligu", a sezonu nakon u "Međuopćinsku ligu Brčko", u kojoj nastupa do 1992. godine. 
 
Zbog rata u BiH, okupacije i protjerivanja hrvatskog stanovništva s područja Tišine, koja većim dijelom ostaje pod srpskom kontrolom, klub 1992. godine prestaje s radom.

## Uspjesi
Posavska liga
- prvak: 1986./87.

Općinska liga Bosanski Šamac
- prvak: 1985./86.

## Unutrašnje poveznice
- Tišina
- NK Radnik Hrvatska Tišina